# 鄧楨
鄧楨，大紫荊勳賢，SBS，JP（又名鄧國楨，1947年1月7日—），現任香港終審法院非常任法官 。曾任終審法院常任法官、高等法院上訴庭副庭長、上訴庭及原訟法庭法官等職。2012年3月28日，香港特別行政區行政長官曾蔭權任命他成为終審法院常任法官，接替退休、轉任非常任法官的包致金。2012年10月25日就職。在2018年10月24日香港終審法院常任法官任期屆滿後，轉任終院非常任法官，為期3年。

## 早年生活
鄧楨1947年出生於上海。後負笈英國讀書， 1969年毕业于伯明翰大学，獲法學士學位。

## 事業

### 執業生涯
鄧楨於1969年在格雷律師學院取得大律師資格。1970年在香港取得大律師資格。1984年、1986年分別於澳大利亞維多利亞省、美國紐約州得大律師執業資格。1986年獲委任御用大律師。1992年，新加坡認可他為大律師。
1988年至1990年，任香港大律師公會主席。

### 法官生涯
1982年鄧楨獲任命為地區法院暫委法官，1986年升任高等法院原訟法庭暫委法官。1995年，獲委任為高等法院原訟法庭特委法官。
2000年出任独立监察警方处理投诉委员会主席。2002年，有市民於遮打花園集會爭取香港居留權，警務處中區警區分區助理指揮官朱經緯在清場期間，把拒絕警方要求前往採訪區的記者以手銬鎖上，引起輿論批評。警方事後向独立监察警方处理投诉委员会提交調查報告，以證據不足投訴不成立拒絕但鄧楨領導的監警會拒絕接納報告，指出與警方有觀點上分歧，罕有要求重新調查，後投訴成立。
2004年，任高等法院原訟法庭法官。
2005年1月3日，獲行政長官董建華委任為高等法院上訴法庭法官。2006年11月1日，行政長官曾蔭權接受司法人員推薦委員會建議，任命其為上訴法庭副庭長。2010年4月8日，他與 司徒敬、夏正民同時獲委任為終審法院非常任法官。2010年9月1日就職。
2012年3月28日，行政長官曾蔭權任命他成为終審法院常任法官，接替退休、轉任非常任法官的包致金。2012年10月25日就職。
在2018年10月24日香港終審法院常任法官任期屆滿後，轉任終院非常任法官，為期3年。他在終審法院的繼任人為張舉能。

## 終審法院任命爭議
2012年3月28日，行政長官曾蔭權接納司法人員推薦委員會推薦任命鄧楨為終審法院常任法官，於10月25日起接替年滿65歲退休的包致金，同時知會立法會內務委員會。然而，此任命引來香港法律界質疑。因包致金素有「人權法官」美稱，常在判決中持異議意見，因此不獲續任。在2012年5月7日的立法會資深司法任命建議小組委員會會議中，法律界功能界別議員吳靄儀指出，為何鄧楨年齡年長包致金九個月反而獲任命為常任法官，而包致金則不獲延任。公民黨議員余若薇亦表達了同樣觀點。司法機構政務處回應指法官之職「於法定正常退休年齡後不會自動延續」、且包致金延任與否並不涉及影響終審法院運作之連貫性。而司法人員推薦委員會推薦的3名高等法院法官中，鄧楨是最合適人選升任常任法官。
時任政務司司長林鄭月娥在2012年7月17日在立法會會議討論任命終審法院常任法官的總結發言指出，首席法官李國能按照司法人員推薦委員會一貫政策，通常不會延續已屆退休年齡的法官，以免影響其他法官晉升。而包致金已任常任法官達十五年，當中無特殊情況需要延任，且有合適人選接替。同時，林鄭月娥認為鄧楨「地位崇高、聲譽卓著」、且在法律領域經驗豐富。立法會在無反對票情況下通過任命。

## 家庭
鄧楨已婚，妻子是大律師林勁思。育有兩名孩子。母親鄧凌婉婷，2006年逝世，享年87歲。其妹鄧小婷，丈夫是前高等法院上訴庭副庭長、2017年香港特別行政區行政長官選舉參選人胡國興。

## 荣誉
2004年，鄧楨获得銀紫荊星章以表揚其於法律方面之貢獻。